# Lubawka
Lubawka (udtale: [luˈbafka]; tysk: Liebau) er en by  i  den  sydlige  del af  Voivodskabet Nedre Schlesien i det sydvestlige Polen.  Byen  har 5.722(2021) indbyggere og et areal på 22,44  km².  Den er en del af   powiatet (amt) Kamienna Góra. Den ligger i Sudeterne tæt på grænsen til Tjekkiet på vej over det 516 meter høje Lubawka-passet mellem Karkonosze og Krucze-bjergene (tjekkisk:Vraní hory). To små floder, Bóbr og Czarnuszka, løber gennem byen.

## Historie
I det 13. århundrede lå en polsk forsvarshøjborg på grænsen til Det Tjekkiske Kongerige i det nuværende Lubawka. Den første skriftlige henvisning til Lubawka er fra 1284, hvor den blev skrevet ned som Lubavia. I 1292 tildelte hertug Bolko 1. den Strenge Lubawka, som på det tidspunkt allerede nød stadsrettigheder, til cistercienserklostret i Krzeszów, som den tilhørte indtil 1810. Byen forblev en del af det polske Hertugdømmet Świdnica indtil 1392, hvor den overgik til Kongeriget Bøhmen.
Byen blev ødelagt to gange under Hussitterkrigene i 1425 og 1431. Fra 1526 med Bohemian Crown var den en del af Habsburg-riget. Endnu en stor krigskatastrofe ramte Lubawka, da den svenske hær under Trediveårskrigen ødelagde byen, som blev forladt af dens indbyggere i mere end seks måneder. Byen udviklede sig hurtigt i det 18. århundrede, især på grund af væksten i tekstilindustrien der og i de omkringliggende landsbyer. Desværre beskadigede flere store brande byen i disse tider. Den største i 1734 ødelagde rådhus, skole, kirke, præstegård og næsten alle bygninger.
Fra 1871 til 1945 var byen en del af Tyskland. I slutningen af det 19. århundrede blev Lubawka og de omkringliggende landsbyer meget kendt som en destination for turisme. Det tyske olympiske hold brugte et anlæg bygget nær Lubawka til at forberede sig til de  Olympiske Lege i Berlin, 1936. I Nazityskland blev anlægget brugt af Hitler-Jugend som et trænings- og rekreationscenter. I 1944 blev en afdeling af den tyske Gross-Rosen koncentrationslejr etableret i byen for at huse 500 jødiske kvinder udsendt fra Auschwitz.